# واد الجديدة
واد الجديدة (بالإنجليزية: OUED JDIDA)‏ هي جماعة قروية تابعة لإقليم مكناس ضمن جهة فاس مكناس بالمغرب. بلغ مجموع عدد سكان واد الجديدة  حسب إحصاءات 2014 حوالي 14.935 نسمة من بينهم 2 أجنبي يعيشون في 2970 أسرة.